# Premiata Forneria Marconi
Premiata Forneria Marconi, conhecido também como PFM, é um grupo musical de rock progressivo italiano, muito popular desde os anos 1970, dentro e fora da Itália, notadamente no Reino Unido, Estados Unidos, Japão e Brasil, entre outros países. Entre os chamados cânones, os grandes grupos italianos de estilo semelhante naquele período, Banco del Mutuo Soccorso e Le Orme, se rivalizam na preferência dos fãs e especialistas,  equivalendo-se na complexa amplitude do trabalho, sendo consideradas referências mundiais no estilo rock progressivo.
Musicalmente, PFM é aparentado com grupos como Genesis, com a linha progressiva do Pink Floyd e com os primeiros trabalhos do King Crimson. Mas a banda soube desenvolver um estilo próprio, ao longo de décadas, graças aos notáveis dotes técnicos e artísticos dos seus componentes.[carece de fontes?]

## História

### I Quelli
A Premiata Forneria Marconi é para todos os efeitos a evolução musical e artística do grupo I Quelli, um banda que, na segunda metade dos anos 1960,  destacava-se na discografia italiana, pela qualidade, a preparação e a técnica instrumental de seus componentes. O baterista Franz Di Cioccio, o guitarrista Franco Mussida, o tecladista Flavio Premoli e o baixista Giorgio Piazza, componentes do grupo, eram entre os mais requisitados músicos de sala italianos. Tocavam para Mina, Lucio Battisti, Fabrizio De André e tantos outros.[carece de fontes?]
Foram seus dotes técnicos que permitiram aos componentes de criar um algo mais luxuoso e diferente, no panorama musical italiano. No fim dos anos 1960, o rock procurava novas formas, atingindo quase todos os outros gêneros musicais. O rock progressivo, que dava os primeiros passos, principalmente na Inglaterra, reclamava grandes dotes instrumentais e técnicos. Impunham-se, portanto, grupos formados por excelentes instrumentistas, muitos dos quais se tornaram os maiores expoentes da história do gênero, que viria enriquecer-se graças à influência da música clássica, do folk e do jazz, entre outras vertentes. Esse ambiente se demonstrou ideal para os componentes do grupo I Quelli. Era a ideia do progressivo, de comunicar-se principalmente com os instrumentos, mesmo porque a evolução da técnica instrumental do rock permitia alargar o horizonte musical da canção, incluindo outras formas - a suíte, a sinfonia e até mesmo, a ópera lírica.

### O novo início: I Krel
A reviravolta decisiva, em 1970, foi o abandono da forma canção para passar para composições de talho mais elaborado. I Quelli enfim mudaram para I Krel, baseado no nome de um planeta presente no conto "Il verdetto", de Arthur J. Cochran). A banda criou três canções, duas publicadas em um 45 rotações (Fin che le braccia diventino ali/E il mondo cade giù, com letras de Vito Pallavicini para ambos as músicas e colaborações de Umberto Balsamo para a melodia de E il mondo cade giù. Além disso, em uma compilação publicada pela gravadora Ricordi, dedicada às canções do Festival de Sanremo daquele ano como (Pa' diglielo a ma' , apresentada por Ron em dupla com Nada Malanima e arranjada pelo Krel em versão muito mais rock que a original.

### Formação da Premiata Forneria Marconi
Fundamental foi a passagem de Krel para Premiata Forneria Marconi, o encontro de parte dos quatro músicos com o violinista e flautista Mauro Pagani, proveniente do grupo Dalton, durante a gravação do disco La buona novella, de Fabrizio De André.
O virtuosismo, o cuidado dedicado ao arranjo e a improvisação eram os elementos que o grupo, o qual já incluía Pagani, apprendia do King Crimson, do Jethro Tull e dos expoentes do novo rock ou música pop, como era também chamada na Itália com uma acepção muito diferente da atual.[carece de fontes?]
Continuando a trabalhar como turnista e session men e a participar de projetos variados, Franz Di Cioccio passou a fazer parte por algum tempo da Equipe 84. I Krel naquele período se dedicava completamente ao desenvolvimento de uma nova linguagem musical. Visto que a sua casa discográfica não lhes dava espaço, decidiram seguir Lucio Battisti, Mogol e outros que abandonaram a Ricordi e fundaram uma etiqueta independente, a Número uno.
Com a passagem à nova gravadora, fez-se necessário que o grupo mudasse também de intitulação. Entre tantas propostas, a escolha recaiu a Isotta Fraschini e a Forneria Marconi. Escolheram o segundo nome de uma padaria da cidade de Chiari, em Bréscia, frequentada por Pagani, à qual depois acrescentaram o adjetivo "Premiata". Segundo os discográficos o nome era longo demais, mas a objeção do grupo sustentou que se era uma denominação difícil de recordar, pior seria para esquecer. Com efeito, a escolha foi acertadíssima. Era bastante avançada, de tom mais empenhado no que diz respeito aos nomes das bandas da era beat.
Com grande coragem e intuição, a Premiata Forneria Marconi, também graças ao empresário Franco Mamone e a Francesco Sanavio, iniciou uma profícua atividade como grupo de abertura dos concertos italianos de algumas das grandes bandas estrangeiras da época, como Procol Harum, Yes e Deep Purple. Foi através desses encontros que a PFM se fez conhecer pelos apaixonados do rock.
Em 1971, participaram da primeira edição do Festival di Musica d'Avanguardia e di Nuove Tendenze, de Viareggio, com a canção La carrozza di Hans, vencendo a edição empatados com Mia Martini e o grupo musical Osanna.

### A experiência discográfica
Em 1971, sai o primeiro disco do PFM, o single Impressioni di settembre/La carrozza di Hans, que foi sucedido no ano seguinte pelo álbum Storia di un Minuto. A música Impressioni di Settembre, de Franco Mussida e Mauro Pagani com texto de Mogol se tornou logo uma das maiores peças da banda, além de um clássico da música italiana. O grupo decidiu iniciar o disco diretamente do estúdio para não perder o impacto e a energia transmitida nas já célebres exibições ao vivo.
Nesse álbum pela primeira vez foi utilizado na Itália o Minimoog. Ao que consta, naquele tempo tampouco o PFM poderia tê-lo, mas o grupo conseguiu o empréstimo do único exemplar de posse do importador italiano.
O primeiro álbum teve um grande sucesso e foi louvado muito pelos críticos. No fim de 1972, saiu o segundo, Per un amico. A música era mais complexa, elaborada, mais próxima ao rock progressivo que era tocado na Inglaterra. Em 20 de dezembro daquele ano, durante um concerto em Roma para a apresentação do novo álbum, a Premiata Forneria Marconi foi escoltada pelo baixista e cantor Greg Lake, do Emerson Lake and Palmer,  que entusiasta, os levou para Londres à sede da Manticore ao encontro do letrista e inspirador do King Crimson e, posteriormente produtor do Roxy Music, Peter Sinfield.

### O sucesso internacional
Peter Sinfield decide escrever as letras em inglês das peças da Premiata e de produzi-los para o mercado internacional. Decide ainda reduzir o nome da banda para PFM, mais fácil e pronunciável para os anglófonos. Em janeiro de 1973, Franco Mussida e seus companheiros voltaram a Londres para gravar o primeiro álbum internacional no Command Studio, uma edição em língua inglesa, do segundo disco, Per un amico, intitulada Photos of Ghosts e publicada pela Manticore. As primeiras exibições ao público inglês deixaram a crítica local bastante fria, pois considerava que o grupo era por demais italiano. Apesar disso, o single Celebration (versão inglesa de È festa) obteve um notável sucesso radiofônico graças ao belíssimo riff de sintetizador que se tornou a marca de fábrica do grupo. Em 26 de agosto, o grupo se exibiu com grande sucesso ao Reading Festival, o mais importante evento rock inglês da época. No mesmo dia se exibiram o Genesis e os franceses Magma.
Após a exibição de Reading, Photos of Ghosts entrou no hit-parade britânico, além do americano da Billboard. A PFM foi assinalada como um dos grupos revelações do ano nos referendos mais importantes da cena musical britânica, o Melody Maker e o New Musical Express. A atividade live internacional se tornou frenética. A PFM rodou por toda a Europa com Peter Sinfield e o saxofonista Mel Collins.
Em 1973, o baixista Giorgio Piazza foi substituído como Patrick Djivas, proveniente do Area, que se uniu ao grupo pouco antes da gravação do terceiro álbum, L'isola di niente, ocorrida em 1974 em Londres. Também desse disco foi realizada uma versão inglesa, The World became the World, que foi lançada pela Manticore no mercado americano. A PFM partiu também para o seu primeiro tour americano, o qual foi registrado, em 1974, no primeiro disco live oficial do grupo, Cook, publicado na Itália como Live in Usa.
Cook entrou rapidamente na classificação da Billboard. O tour do qual o disco aludia permitiu ao grupo tocar por mais de 50 datas nos Estados Unidos e de se exibir em concertos transmitidos pela televisão. Foi esse o momento mágico da PFM, o grupo rock italiano que obteve maior êxito no mundo. Após quatro meses de ininterrupta atividade na América ao lado de Peter Frampton, com o qual dividiam o management, ao fim da série de concertos registrou o fortunadíssimo Frampton Comes Alive), os componentes começaram a ter saudades de casa e voltaram à Itália antes de ter completado o necessário percurso para conquistar definitivamente mundo.
Em 1975 entrou na banda o cantor Bernardo Lanzetti. A PFM, de fato, não tinha um vocalista. Todos, mais ou menos por vez, se dedicavam aos vocais, mas tratava-se de um defeito de tornar o grupo um pouco anônimo, já que as grandes bandas da época possuíam um front man, possivelmente dotado de uma grande voz e de presença carismática. Além disso, o novo cantor tinha vasto conhecimento da língua inglesa, tendo estudado nos Estados Unidos. Com Lanzetti, o grupo iniciou o novo disco, o quarto, intitulado Chocolate Kings. Ao fim do tour promocional do disco, dessa vez realizado somente em versão inglesa, a PFM tocou no Royal Albert Hall de Londres diante da Rainha. Naquele período, o grupo obteve um grande sucesso, também comercial, no Japão, no qual fez uma série de apresentações. Em seguida, a PFM voltou aos Estados Unidos e ao Reino Unido para um novo tour. Chocolate Kings, acolhido rapidamente no exterior, teve grande sucesso no mercado britânico. Particularmente infeliz, foi por um certo ponto de vista promocional, a escolha de uma imagem da bandeira americana presente na capa do disco.
No retorno à Itália, Mauro Pagani, cansado das contínuas viagens e desejoso de iniciar um percurso musical pessoal, deixou o grupo para empreender a carreira solo. Com a saída de Pagani termina, de fato, o período de maior criatividade e sucesso da banda.[carece de fontes?]
Nesse ínterim, o interesse pelo gênero rock progressivo começou a calar velozmente. Quase todas as grandes bandas inglesas e americanas iniciaram uma curva descendente do ponto de vista artístico e da popularidade. Também a PFM ressentiu-se do novo clima que levaria o grupo em poucos meses a adotar o punk rock e a new wave.

### A nova aventura ao exterior
O grupo decidiu tentar novamente sua sorte no mercado americano após a saída de Chocolate Kings. Assinaram um contrato com a Elektra Asylum, em Los Angeles. Na Califórnia os componentes ouviram e absorveram muita nova música, em particular, o jazz-rock. Durante os ensaios para o novo álbum conheceram o violinista californiano Greg Bloch que participou da gravação do quinto disco, saído em 1977, e intitulado Jet Lag, o qual contém Traveler, música de estilo bem similar do praticado pelo Genesis.
Com Jet Lag a PFM fundou a sua própria etiqueta discográfica, a Zoo Records. Em todo caso, esse disco de atmosfera vagamente jazz agradou favoravelmente a crítica americana e seria o último do período internacional da banda.
Em 1978, sai Passpartù, cantado em italiano, que levou a sonoridade do grupo a uma dimensão mais tradicional dedicada ao público e ao mercado nacional. A reviravolta musical e artística do grupo criou alguns problemas com Bernardo Lanzetti que abandonou a banda pouco depois, passando a se dedicar à carreira solista e percorrendo, ao menos inicialmente, a estrada musical mais americana da anterior encarnação da PFM.

### Em concerto com Fabrizio De André
Em 1979, a PFM encontrou novamente Fabrizio De André, com o qual havia colaborado ainda no tempo de I Quelli para a realização do álbum La nuova novella. O grupo acompanhado do cantor genovês realizou um tour que deu origem a um excelente disco duplo ao vivo. Ficou célebre, por exemplo, a versão progressiva de Il pescatore. O aprendizado com De André foi importantíssimo para a banda que começou a dedicar maior atenção às letras e ao aspecto comunicativo da própria música. O poli-instrumentista Lucio Fabbri havia se juntado ao elenco, enquanto Franz Di Cioccio assumiu o papel de vocalista e líder. O ex-baterista teve a companhia de Walter Calloni, que em seguida, se tornou membro efetivo do grupo.

### O novo sucesso italiano
Em 1980, foi lançado Suonare suonare, fruto dessa nova encarnação musical e estilística. O disco angariou bom êxito na Itália e a PFM conseguiu retomar um ângulo de popularidade com o rock progressivo que até então era considerado ultrapassado. Após a saída do álbum, Flavio Premoli, cansado da vida na estrada, deixou a banda sem ser substituído, ao menos até a saída de Miss Baker, cujo tecladista era Vittorio Cosma.
Também o álbum sucessivo Come ti va in riva alla città, de 1981), teve um discreto sucesso. A música é orientada a um rock mais imediato em consonância com os anos 1980. Finalmente são os componentes que passam a compor as músicas. Franz Di Cioccio, já consagrado como líder, se torna a personificação dessa nova imagem da PFM. Por muitos aspectos Suonare suonare e Come ti va in riva alla città antecipam a afirmação do rock italiano em Vasco Rossi e outros artistas. Do longo tour, que teve boa presença de público, foi lançado um álbum live intitulado Performance, o quarto depois de Cook e os dois com De André, que foi lançado em 1982.
Em 1984, é lançado Pfm? Pfm!, que obteve bom sucesso graças a Capitani coraggiosi, mas os fãs tradicionais ficaram decepcionados com o excessivo uso da tecnologia. O sucessivo Miss Baker (1987) teve ainda menos sorte dado o momento de cansaço do grupo, que decidiu se separar por longo tempo. Esse álbum assinalou a volta de Mauro Pagani como co-autor em algumas músicas.

### Os anos de silêncio e o tão sonhado retorno

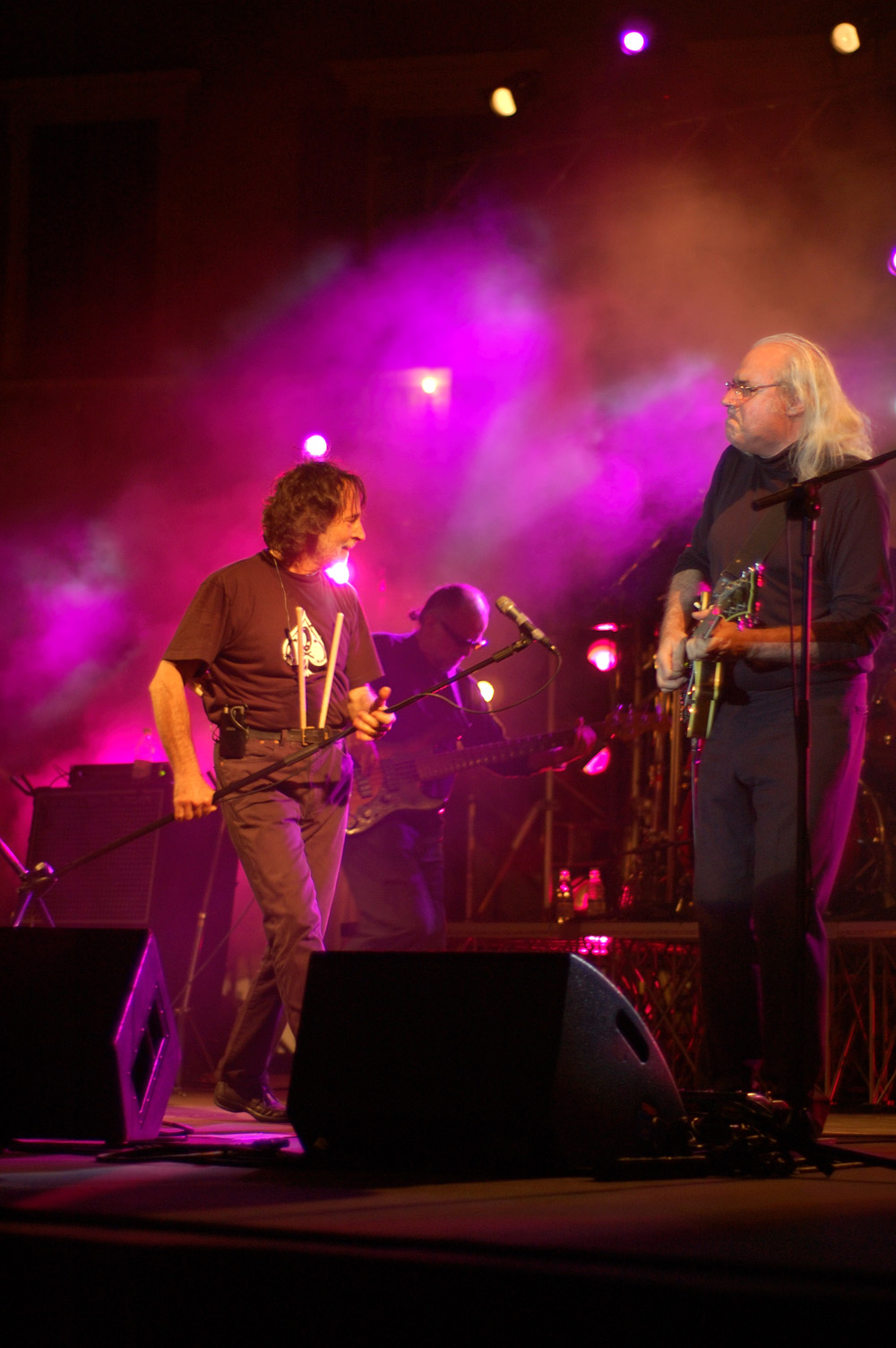
A PFM em Modena a 25 de julho de 2007

Após a experiência não exaltante do último disco, em 1987, os membros da PFM decidiram, de comum acordo, de não tocar mais em público e cada membro procurou novos estímulos em colaborações pessoais ou na experiência solística. Porém, oficialmente, o grupo nunca se dissolveu.
Alguns anos depois, começaram a circular boatos de um possível retorno às cenas. Em 1996, saiu o quádruplo CD celebrativo 10 Anni Live - 1971-1981, antologia dos bootleg gravados no curso dos anos composta por um material muito interessante para os apaixonados desde a origem do grupo, quando faziam apresentações cover de King Crimson e Jethro Tull ao período de Suonare Suonare.
No ano seguinte, dez anos depois do último trabalho inédito, a PFM retornou com o álbum Ulisse, de 1997), o qual seguiu com uma série de ótimos concertos ao vivo. Trata-se de um disco conceitual dedicado ao tema da viagem, inspirado no poema homérico. As letras foram escritas por Vincenzo Incenzo.
Em 1998, saiu o duplo álbum live www.pfmpfm.it: il Best, baseado no tour do disco precedente que consagrou o grupo ao seu pleno sucesso. Da formação fazem parte Franz Di Cioccio, Patrick Djivas, Franco Mussida e Flavio Premoli, o qual retornara após 17 anos, acompanhados no tour pelo baterista de suporte Roberto Gualdi, que sempre colabora com a PFM, do australiano Phil Drummy, nas flautas, e por Stefano Tavernese, no violino.
Em 2000, sai o disco Serendipity que testemunha a vontade do grupo de continuar a produzir música e de experimentar novas ideias.[carece de fontes?]
Em 2002, a PFM mudou a parte gerencial passando a ser orientada por Iaia De Capitani. A banda partiu logo para uma longa série de concertos em todo o mundo que culminou, em 2002, com o retorno ao Japão, no qual o grupo já conseguira um enorme sucesso 25 anos antes. O evento foi celebrado também com o lançamento de um outro duplo álbum ao vivo, intitulado Live in Japan 2002, um disco que demonstra como a PFM possuía ainda a sua grande força comunicativa e a capacidade de emocionar o público nas exibições ao vivo, que sempre foi um ponto de força. O álbum contém também uma preciosa surpresa para os fãs do rock progressivo, a esplêndida Sea of Memory cantada por Peter Hammill, já cantor do Van der Graaf Generator. Além dos quatro membros "oficiais", a formação deste álbum incluiu Lucio Fabbri e o baterista Pietro Monterisi, que substituíra Roberto Gualdi, que por empenhos pessoais, não pôde participar da turnê nipônica.
Em 29 de agosto de 2003, no âmbito da manifestação "Siena: la città aromatica", organizada todos os anos por Mauro Pagani, o grupo se reuniu na formação "clássica" para um concerto na Piazza del Campo de Siena. A gravação desse concerto foi publicada em um CD em 20 de janeiro de 2004, acompanhada também de um DVD. Curiosamente, a lista de músicas do CD e do DVD coincidem apenas parcialmente. Algumas músicas presentes em um, faltam no outro, e vice-versa.
Para o vigésimo-quinto aniversário do histórico tour de 1979, em 2004, a banda começou um tour cujo nome era PFM canta De André, no qual rendia homenagem ao velho amigo e colega falecido cinco anos antes, e a experiência dividida no palco.
Para o novo tour mundial, em 2005, a PFM esteve pela primeira vez no Brasil, passando por São Paulo, Rio de Janeiro e Belo Horizonte, além de Bethlehem, na Pensilvânia para a participação a "Noite das Lendas", um evento especial dedicado a um grande artista ou grupo da cena mundial. A PFM depois se exibiu na capital do México, com dois concertos consecutivos com bastante presença de público, e no Canadá.
Em 2005, o grupo lançou um novo projeto, Dracula, uma ópera-rock baseado em modelos de amplo respiro como Tommy, do The Who, e a o célebre Jesus Cristo Superstar, de Andrew Lloyd Webber. Em 14 de outubro de 2005 saiu o novo Dracula Opera Rock, com uma seleção de 11 músicas baseadas na obra e interpretados pelo grupo. Em 4 de março de 2006 estreou o debuto teatral, produzido por David Zard.
No ano de 2006 a banda alternou dois espetáculos: PFM canta De André e Stati di immaginazione. Nascido de uma ideia de Iaia De Capitani, manager do grupo desde 2002, Stati di Immaginazione é um álbum no qual o grupo toca e improvisa através de alguns vídeos, na construção de um personalíssimo e magnífico percurso, no qual a música se torna o meio de acompanhar os espectadores ao interno das filmagens. Desse modo, a música, nas intenções, ultrapassa o papel de trilha sonora para assumir um momento poético e de criatividade instantânea.[carece de fontes?]
Na primavera de 2006, Flavio Premoli deixa novamente a PFM e é substituído pelo tecladista Gianluca Tagliavini, que havia tocado com a banda no tour americano, em 2005, e no ano seguinte na Coreia do Sul e Japão nos primeiros meses de 2006. Em 14 de novembro saiu o duplo álbum CD+DVD Stati di immaginazione, gravação em estúdio das novas músicas apresentadas no homônimo tour em todo o ano. É o primeiro depois da segunda saída de Premoli, que, no entanto, figura como autor de duas músicas. Como membros efetivos são creditados somente Mussida, Djivas e Di Cioccio, com Lucio Fabbri, tendo voltado como convidado especial e Gianluca Tagliavini como externo.
Em 2009, colaboraram no disco de Claudio Baglioni, Q.P.G.A., na faixa L'ultimo sogno.
Em 18 de fevereiro de 2009, a PFM se exibe, pela primeira vez em sua história, no Festival de Sanremo. O grupo é convidado como hóspede para homenagear os dez anos de partida de Fabrizio De André, que naquele dia teria completado 69 anos. São executadas as canções Bocca di Rosa e Il pescatore junto a dois famosos atores italianos, Claudio Santamaria e Stefano Accorsi.
Em 2010, saiu o novo álbum A.D. 2010 - La buona novella, uma reinvenção com novos arranjos e com o acréscimo de alguns breves intermezzos instrumentais, do álbum La buona novella, de Fabrizio De André, no qual tocaram I Quelli, com a participação de Mauro Pagani. Em seguida, I Quelli e Pagani se uniram para dar vita ao grupo I Krel, que se tornou posteriormente a Premiata Forneria Marconi.
Ainda em 2010, em 9 de novembro, a PFM participa do festival progressivo Prog Exibition no Teatro Tendastrisce, em Roma, tocando algumas músicas junto a Ian Anderson, do Jethro Tull, defronte a um público de milhares de pessoas, obtendo um sucesso estrepitoso.[carece de fontes?]
Para o futuro é previsto o projeto PFM in CLASSIC. O grupo deverá fazer uma releitura com novos arranjos e improvisações das composições dos maiores compositores clássicos como Ludwig van Beethoven, Wolfgang Amadeus Mozart e Giuseppe Verdi, com a participação da Orquestra Sinfônica de Savona.[carece de fontes?]
Em 18 de fevereiro de 2011, a PFM participa como convidada do 61º Festival de Sanremo na noite dedicada aos duetos, interpretando com Roberto Vecchioni a música Chiamami ancora amore música que no dia seguinte seria decretada vencedora da manifestação. A exibição de Vecchioni com a PFM resultará também na mais votada da noite. O dueto visto no palco antecipa uma colaboração que parte do Festival e levará a um projeto futuro que verá novamente a PFM junto a Roberto Vecchioni.
Em 22 de fevereiro de 2011, a PFM publica uma caixa contendo o melhor da própria produção dedicada a Fabrizio de André, intitulada Amico Faber. No seu interior foram inseridos PFM canta De André (CD+DVD), A.D. 2010 - La buona novella (CD), um livreto de 16 págine com fotos inéditas, tiradas por Guido Harari e três estampas também inéditas de De André.
Em 14 de maio de 2011, no Auditorium Parco della Musica di Roma - Sala Sinopoli - no âmbito da VI Jornada Nacional da Doença Oncológica promovida pela FAVO, o grupo se exibe, na formação Franz Di Cioccio, Franco Mussida, Patrick Djivas, Lucio Fabbri, Gianluca Tagliavini, Roberto Gualdi, em um concerto dividido em duas partes distintas. Na primeira é proposto o repertório PFM canta De André com os maiores sucessos de Fabrizio De André magistralmente interpretados e arranjados pela PFM. Na segunda parte são executados os maiores sucessos do grupo que pode tranquilamente se definir internacional.
Em 1º de fevereiro de 2014 a PFM se apresenta na Mostra Internacional de Rock Progressivo, que aconteceu no Centro Cultural Banco do Brasil, no Rio de Janeiro, Brasil.
Em março de 2015, a banda anunciou em sua página oficial no Facebook que o guitarrista/fundador Franco Mussida havia deixado a banda para se concentrar em outros empreendimentos artísticos e em sua presidência de longa data do CPM Music Institute. Ele foi substituído por Marco Sfogli na guitarra .
Um novo álbum de estúdio, Emotional Tattoos, foi lançado em italiano e inglês em 27 de outubro de 2017. Da banda original, apenas Di Cioccio permanece. A banda agora é liderada e gira em torno de Di Cioccio (bateria, canto) e Patrick Djivas (baixo, e que está desde 1974 na banda) .
Em outubro de 2021, a banda lança um novo álbum de estúdio I Dreamed of Electric Sheep - Ho sognato pecore elettriche. Concebido como uma obra conceitual com tema sci-fi, o trabalho traz participações de Ian Anderson na flauta e Steve Hackett na guitarra . 

## Integrantes

### Membros atuais
- Franz Di Cioccio - bateria, percussões e voz (1971-presente)
- Patrick Djivas - baixo (1974-presente)
- Lucio Fabbri - violino, teclado e guitarra (1979-1987, 2000-presente)
- Marco Sfogli – guitarra (2015-presente)
- Alessandro Scaglione – teclado e voz (2012-presente)
- Roberto Gualdi - baterista secundário (1999–2002, 2011–presente)

### Ex-componentes e ex-colaboradores
- Franco Mussida - guitarra, voz (1970–2015)
- Flavio Premoli - teclado, voz (1970–1980, 1997–2005)
- Giorgio Piazza - baixo (1970–1974)
- Mauro Pagani - flauta, violino e voz (1970–1976)
- Bernardo Lanzetti - voz, guitarra rítmica (1975–1977)
- Gregory Bloch - violino (1976–1977)
- Stefano Tavernese - violino
- Walter Calloni - baterista secundário (1982–1987)
- Vittorio Cosma - teclado
- Sergio Pescara - baterista secundário
- Lucrezio de Seta - baterista secundário
- Roberto Colombo - teclado
- Damiano Della Torre - teclado
- Lucio D'Angelo - teclado
- Piero Monterisi - baterista secundário

## Discografia

### Álbuns de estúdio
- Storia di un minuto (1972)
- Per un amico (1972)
- Photos of Ghost (1973, versão inglesa de Per un amico)
- L'isola di niente (1974)
- The World Became the World (1974, versão inglesa de L'isola di niente)
- Chocolate kings (1975)
- Jet lag (1977)
- Passpartù (1978)
- Suonare suonare (1980)
- Come ti va in riva alla città (1981)
- P.F.M.? P.F.M.! (1984)
- Miss Baker (1987)
- Ulisse (1997)
- Serendipity (2000)
- Dracula 2005
- Stati Di Immaginazione 2006
- A.D. 2010 - La buona novella 2010
- Emotional Tattoos (2017)
- I Dreamed of Electric Sheep - Ho sognato pecore elettriche (2021)

### Álbuns ao vivo
- Live in USA (1974, também chamado Cook)
- Fabrizio De Andrè / PFM - In Concerto Vol 1 (1979)
- Fabrizio De Andrè / PFM - In Concerto Vol 2 (1979)
- Performance (1981)
- www.pfmpfm.it (1999)
- Live in Japan 2002 (2002)
- Piazza del Campo (2005)